# Wilhelm Ehlers (Philologe)
Wilhelm Ehlers (* 6. Dezember 1908 in Woldenberg, Provinz Brandenburg; † 29. Dezember 1988 in München) war ein deutscher Klassischer Philologe.

## Leben
Er wurde 1933 in Berlin mit der Dissertation Die Gründung von Zankle in den Aitia des Kallimachos promoviert und war anschließend Mitarbeiter des Thesaurus Linguae Latinae in München. Am 17. Juni 1937 beantragte er die Aufnahme in die NSDAP und wurde rückwirkend zum 1. Mai desselben Jahres aufgenommen (Mitgliedsnummer 4.821.388). Von 1939 bis 1941 war er am Thesaurus als Redaktor tätig. Nach seinem Kriegseinsatz trat er diesen Posten 1948 erneut an und war von 1952 bis zu seiner Pensionierung Generalredaktor des Projekts. Sein Nachfolger wurde Peter Flury.
Zudem veröffentlichte er 1973 seine Übersetzung des Bellum Civile von Marcus Annaeus Lucanus.